# 3785 Кітамі
3785 Кітамі (3785 Kitami) — астероїд головного поясу, відкритий 30 листопада 1986 року.
Тіссеранів параметр щодо Юпітера — 3,162.